# Be True to You
Be True to You è un album di Eric Andersen, pubblicato dalla Arista Records nell'aprile del 1975.

## Tracce
Brani composti da Eric Andersen, eccetto dove indicato
Lato A
I'm Weary of These Petty Wars
1. Moonchild Riversong – 3:45
2. Be True to You – 4:05
3. Wildcrow Blues – 3:02
4. Ol' 55 – 3:19 (Tom Waits)
5. Time Run Like a Freight Train – 8:35

Durata totale: 22:46
Lato B
Lovers They Make Promises, but Lovers They Tell Lies
1. Liza, Light the Candle – 4:43
2. Woman, She Was Gentle – 4:57
3. Can't Get You out of My Life – 3:00
4. The Blues Keep Fallin' Like the Rain – 5:45
5. Love Is Just a Game – 3:40

Durata totale: 22:05

## Musicisti
- Eric Andersen - voce, chitarra acustica, chitarra a dodici corde, armonica, pianoforte elettrico fender rhodes
- Dean Parks - chitarra elettrica
- Howard Emerson - chitarra acustica, dobro
- Tom Hensley - pianoforte
- Tom Sellers - clavinet elettrico
- Tom Scott - sassofono tenore
- Scott Edwards - basso
- John Guerin - batteria
- Russ Kunkel - batteria
- Gary Coleman - percussioni
- Emanuel Moss - concert master, primo violino

Ospiti
- Mark Spocer - basso (brano: The Blues Keep Fallin' Like the Rain)
- Chris Bond - chitarra elettrica (brano: Can't Get You out of My Life)
- Ernie Watts - flauto (brani: Liza, Light the Candle e Time Run Like a Freight Train)
- Jesse Ehrlich - violoncello (brani: Liza, Light the Candle e Time Run Like a Freight Train)
- Richard Bennett - chitarra steel, chitarra high string (brano: Ol' 55)
- Richard Bennett - chitarra acustica (brano: The Blues Keep Fallin' Like the Rain)
- Allen Lindgren - pianoforte acustico (brano: Ol' 55)
- Allen Lindgren - pianoforte elettrico wurlitzer (brano: The Blues Keep Fallin' Like the Rain)
- Dennis St. John - batteria (brani: Ol' 55 e The Blues Keep Fallin' Like the Rain)
- Emory Gordy - basso (brano: Ol' 55)
- Jennifer Warren - accompagnamento vocale
- Andy Robinson - accompagnamento vocale
- Ginger Blake - accompagnamento vocale
- Maxine Willard Waters - accompagnamento vocale
- Julia Tillman Waters - accompagnamento vocale
- Doug Haywood - accompagnamento vocale
- Ray Buckwich - accompagnamento vocale
- Herb Pedersen - accompagnamento vocale
- Orwin Middleton - accompagnamento vocale
- Mike Condello - accompagnamento vocale
- Deborah Andersen - accompagnamento vocale
- Joni Mitchell - accompagnamento vocale
- Jennifer Muldaur - accompagnamento vocale
- Maria Muldaur - accompagnamento vocale
- Jackson Browne - accompagnamento vocale

Note aggiuntive
- Tom Sellers - produttore, arrangiamenti
- Eric Andersen - produttore (brano: The Blues Keep Fallin' Like the Rain)
- John Florez - produttore (brani: The Blues Keep Fallin' Like the Rain e Ol' 55)
- Martha Graham Sellers - assistente alla produzione
- Joe Sidore - ingegnere del suono
- Bob Heimall - direzione artistica